# Slomljeno srce (Veliki Blek)
Slomljeno srce je epizoda serijala Veliki Blek obјavljena u Lunov magnus stripu #1007. Sveska je u Srbiji objavljena 15. novembra 2022. Koštala je 270 dinara (2,2 €, 2,3 $). Epizoda je imala 60 strana. Izdavač јe bio Golkonda iz Beograda. Tiraž ove sveske bio je 3.000 primeraka. Naslovna strana je preuzeta iz Strip zabavnika #78 u kojoj je premijerno objavljen prvi deo epizode 1982. godine.

## Originalna epizoda
Epizoda je premijerno objavljena u bivšoj Jugoslaviji u Strip zabavniku tokom 1982. godine, u pet nastavaka od kojih je svaki imao po 12 strana. Prvi deo izašao je u #78, a ostali delovi u ##81, 83, 86 i 90. Epizodu je nacrtao i scenario za nju napisao Branislav Kerac.

## Kratak sadržaj
U logoru trapera, An Mari je optužena da je presolila čorbu. Ona traži zaštitu od Bleka (koji veruje da je on odgovoran), ali na veći izliv nežnosti, Blek je grubo odgurne. Brendi objašnjava razloge ovakvog Blekovog ponašanja - nekada davno, Blek je bio tragično zaljubljen u Indijanku Malu Šapu.

##YU Blek Baneta Kerca
Grupa domaćih autora počela je da radi na projektu YU Blek 1978. godine. (Prva epizoda, Gužva u Bostonu, objavljena je u LMS-300). Kerac u početku nije želeo da radi na Bleku, jer je lik bio previše šabloniran. Kasnije je pristao, ali pod uslovom da ima slobodu da kreira lik van šablona. Kerac je uradio ukupno tri epizode Velikog Bleka od koje su dve objavljene u Strip zabavniku 1981-1982. godine. Treća (nacrtana u saradnji s Pavelom Kozom) pod nazivom Izgubljena dolina objavljena je premijerno 2015. godine u Italiji, a u Srbiji tek 2023. godine u okviru LMS.

## Prethodna i naredna epizoda Lunov magnus stripa
U prethodnoj svesci LMS-a bila je objavljena epizoda Magičnog Vetra pod nazivoim Nesalomivi (LMS1006), a u narednoj Malog rendžera - Poslednja uloga (LMS1008).